# Ptychocroca apenicillia
Ptychocroca apenicillia es una especie de polilla de la familia Tortricidae. Se encuentra en Chile (Provincia de San Felipe de Aconcagua, Provincia de Santiago, Región del Maule y Región de Coquimbo).
La envergadura es de aproximadamente 26 mm. El patrón de las alas delanteras es variable y puede consistir en un patrón de contraste en blanco y negro bien definido u oculto de manera variable por una cubierta de escamas grises.

## Etimología
El nombre de la especie se refiere a la ausencia de la glándula de las alas traseras.